# Вулиця Василя Прохорського
Вулиця Василя Прохо́рського — вулиця в Новозаводському районі міста Чернігів, місцевість Красний Хутір. Пролягає від вулиці Любецької до вулиці Мартина Небаби.
Примикають вулиці Андрія Мовчана, Довга.
Назвою вулиці називається зупинка громадського транспорту на Любецькій вулиці.

## Історія
Вулиця Реконструкції - початкова назва. Прокладена в 1930-ті роки.
Ленінградська вулиця – на честь міста Ленінград – перейменована в 1960-ті  роки.  Забудована індивідуальними будинками.
12 лютого 2016 року вулиця отримала сучасну назву — на честь громадського активіста, Героя України, уродженця Чернігівщини Василя Петровича Прохорського, згідно з Розпорядженням міського голови В. А. Атрошенком Чернігівської міської ради № 46-р «Про перейменування вулиць та провулків міста».

## Забудова
Пролягає у північно-східному напрямку, паралельно до Червоної та Поліської вулиць. Парна та непарна сторони вулиці зайняті садибною забудовою.
Установи: відсутні